# Anfiteatro romano di Salona
L'anfiteatro romano di Salona è un monumento di architettura antica situato in Croazia, i cui resti sono stati scoperti nel 1846 nell'area dell'antica città di Salona. La ricerca scientifica dell'anfiteatro venne condotta dagli archeologi Don Frane Bulić, croato, e Ejnar Dyggve, danese.

## Descrizione dell'edificio
L'anfiteatro si trova nell'angolo nord-occidentale dell'antica Salona. Dopo la costruzione delle mura, fu integrato nel sistema difensivo della città, perché i suoi lati nord e ovest si addossavano al sistema di fortificazione della città.
L'edificio presentava una pianta di forma ellittica, misurava 125x100 metri, mentre l'arena, dove si svolgevano i combattimenti dei gladiatori, misurava 65x40 metri. La facciata esterna dell'anfiteatro era sostenuta da massicci piloni decorati con semicolonne sulle quali poggiava la trabeazione dei solai. Aveva tre piani sul lato sud e solo uno a nord, perché l'anfiteatro poggiava sul fianco della collina.
La cavea poteva contenere circa 17.000-18.000 spettatori ed era suddivisa in tre ordini, i due inferiori erano destinati a sedersi mentre in quello superiore si stava in piedi. I passaggi di comunicazione furono realizzati attraverso un sistema di passaggi e scale radiali e concentriche. Al tempo di Diocleziano la fascia più alta era coperta da un portico. Sul lato sud dell'anfiteatro c'era una loggia onoraria per il governatore della provincia, e sul lato nord una loggia destinata ai magistrati della città.
I combattenti entravano nell'arena attraverso gli ingressi principali (portae pompae), sui lati est e ovest. Accanto a questi ingressi c'erano le gabbie per gli animali (carceses). Al centro dell'arena si apriva un corridoio sotterraneo (porta libitinaria), costruito verso la fine del III secolo, che veniva utilizzato per portare via i gladiatori feriti e morti.
All'interno delle strutture dell'anfiteatro meridionale si trovavano due stanze a volta dove i gladiatori adoravano il culto della dea della vendetta e del destino, Nemesis. In epoca cristiana queste sale erano dedicate alle cappelle commemorative dei martiri di Salona.

## Storia
L'anfiteatro di Salona fu costruito nella seconda metà del II secolo durante il regno dell'imperatore Marco Aurelio (161-180), con l'aiuto finanziario di un ricco mecenate, come testimonia un'iscrizione lapidea non completamente conservata che un tempo si ergeva sopra il corridoio settentrionale dell'arena. Nell'aprile del 304, durante la persecuzione dei cristiani sotto Diocleziano, il sacerdote Asterio e quattro soldati della guardia imperiale furono uccisi nell'arena dell'anfiteatro.
Nel Medioevo e durante l'amministrazione veneziana della Dalmazia, l'anfiteatro fungeva da cava, dalla quale venivano asportati materiali lapidei, motivo per cui cadde gradualmente in rovina. I resti dell'anfiteatro furono in gran parte distrutti durante la guerra di Candia, nel 1647, quando il provveditore veneziano della Dalmazia Leonardo Foscolo li fece demolire per paura che potessero fungere da roccaforte per i turchi.